# Nhân Mỹ, Tân Lạc
Nhân Mỹ là một xã thuộc huyện Tân Lạc, tỉnh Hòa Bình, Việt Nam.

## Địa lý
Xã Nhân Mỹ nằm ở trung tâm huyện Tân Lạc, có vị trí địa lý:
- Phía đông giáp thị trấn Mãn Đức và xã Tử Nê
- Phía tây giáp xã Phong Phú và xã Quyết Chiến
- Phía nam giáp xã Lỗ Sơn và xã Ngổ Luông
- Phía bắc giáp xã Mỹ Hòa.

Xã Nhân Mỹ có diện tích 35,43 km², dân số năm 2018 là 6.943 người, mật độ dân số đạt 196 người/km².

## Lịch sử
Địa bàn xã Nhân Mỹ hiện nay trước đây vốn là ba xã: Do Nhân, Quy Mỹ, Tuân Lộ thuộc huyện Tân Lạc.
Xã Do Nhân, xã Quy Mỹ và xã Tuân Lộ được thành lập vào ngày 2 tháng 1 năm 1955 trên cơ sở một phần diện tích và dân số của xã Thạch Bi cũ. Khi mới thành lập, ba xã trực thuộc huyện Lạc Sơn.
Ngày 15 tháng 10 năm 1957, huyện Tân Lạc được thành lập, các xã Do Nhân, Quy Mỹ và Tuân Lộ chuyển sang trực thuộc huyện Tân Lạc.
Đến năm 2018, xã Do Nhân có diện tích 17,39 km², dân số là 2.378 người, mật độ dân số đạt 137 người/km²; xã Quy Mỹ có diện tích 8,97 km², dân số là 1.925 người, mật độ dân số đạt 215 người/km²; xã Tuân Lộ có diện tích 9,07 km², dân số là 2.640 người, mật độ dân số đạt 291 người/km².
Ngày 17 tháng 12 năm 2019, Ủy ban Thường vụ Quốc hội ban hành Nghị quyết số 830/NQ-UBTVQH14 về việc sắp xếp các đơn vị hành chính cấp huyện, cấp xã thuộc tỉnh Hòa Bình (nghị quyết có hiệu lực từ ngày 1 tháng 1 năm 2020). Theo đó, sáp nhập toàn bộ diện tích và dân số của ba xã Do Nhân, Quy Mỹ và Tuân Lộ thành xã Nhân Mỹ.